# فرودگاه ریموسکی
فرودگاه ریموسکی (به انگلیسی: Rimouski Airport) یک فرودگاه همگانی باربری با کد یاتا YXK است که یک باند فرود آسفالت دارد و طول باند آن ۱۴۰۲ متر است. این فرودگاه در کشور کانادا قرار دارد و در ارتفاع ۲۵ متری از سطح دریا واقع شده است.